# Aliança das Igrejas Reformadas
A Aliança das Igrejas Reformadas (AIR), em inglês Alliance of Reformed Churches, é uma denominação cristã reformada formada em 2021, por um grupo de igrejas que se separou da Igreja Reformada na América.

## História
Na década de 2010, a Igreja Reformada na América (IRA) enfrentou conflitos internos para definir sua posição sobre o casamento entre pessoas do mesmo sexo e a homossexualidade.
Em 2021, após não conseguir encontrar um acordo entre os grupos internos, a denominação aprovou uma reestruturação de suas classes (presbitérios), para reagrupar as igrejas de acordo com suas posições quanto ao casamento e sexualidade.
Isso gerou a insatisfação dos membros mais conservadores, que viram com isso a permissão implícita para que as igrejas celebrem o casamento entre pessoas do mesmo sexo quando formarem classes que apoiem esta conduta.
Em resposta, cerca de 125 igrejas se separam para IRA em 2021. Em 2022, 66 destas igrejas formaram a Aliança das Igrejas Reformadas, enquanto 158 igrejas estavam em processo de desfiliação da IRA para ingressar na AIR.

## Doutrina
A AIR permite a ordenação de mulheres e subscreve o Credo dos Apóstolos, Credo de Atanásio e Credo Niceno-Constantinopolitano. 
Igualmente, subscreve o Catecismo de Heidelberg, a Confissão Belga, os Cânones de Dort, Confissão de Belhar e o Catecismo dos Grandes Lagos sobre Matrimônio e Sexualidade.